# Nemotelus tenuivena
Nemotelus tenuivena är en tvåvingeart som beskrevs av James 1974. Nemotelus tenuivena ingår i släktet Nemotelus och familjen vapenflugor. Inga underarter finns listade i Catalogue of Life.